# Třída Dreadnought
Třída Dreadnought (původně známa jako třída Successor) jsou perspektivní raketonosné ponorky s jaderným pohonem britského královského námořnictva. Ve službě nahradí ponorky třídy Vanguard. Celkem je plánována stavba čtyř ponorek této třídy. Prototypová jednotka HMS Dreadnought byla rozestavěna v říjnu 2016. Do roku 2025 byly rozestavěny tři jednotky. Dokončení prototypu je očekáváno na počátku 30. let 21. století. Jsou to první ponorky se stealth tvarováním trupu a první britské ponorky s kormidly uspořádanými do X. Zároveň to budou největší postavené britské ponorky. Náklady na celý program jsou odhadovány na 43 miliard dolarů, což z něj dělá historicky nejnákladnější britský zbrojní program.

## Vývoj
Slavnostní první řezání oceli na stavbu prototypu Dreadnought proběhlo 5. října 2016 v loděnici BAE Systems v Barrow-in-Furness. První řezání provedl ministr obrany Velké Británie Michael Fallon. Dne 20. října 2016 bylo v rámci oslav výročí britského vítězství v bitvě u Trafalgaru oznámeno, že prototypová ponorka bude pojmenována HMS Dreadnought (jako desátá britská válečná loď), čímž celá třída získala definitivní název.
Kýl prototypové ponorky Dreadnought byl založen 20. března 2025.
Jednotky třídy Dreadnought:
| Jméno              | První řezání oceli | Založení kýlu   | Spuštěna | Vstup do služby | Osud      |
| ------------------ | ------------------ | --------------- | -------- | --------------- | --------- |
| HMS Dreadnought    | 5. října 2016      | 20. března 2025 |          |                 | ve stavbě |
| HMS Valiant        | září 2019          |                 |          |                 | ve stavbě |
| HMS Warspite       | 9. února 2023      |                 |          |                 | ve stavbě |
| HMS King George VI |                    |                 |          |                 | plánována |

## Konstrukce

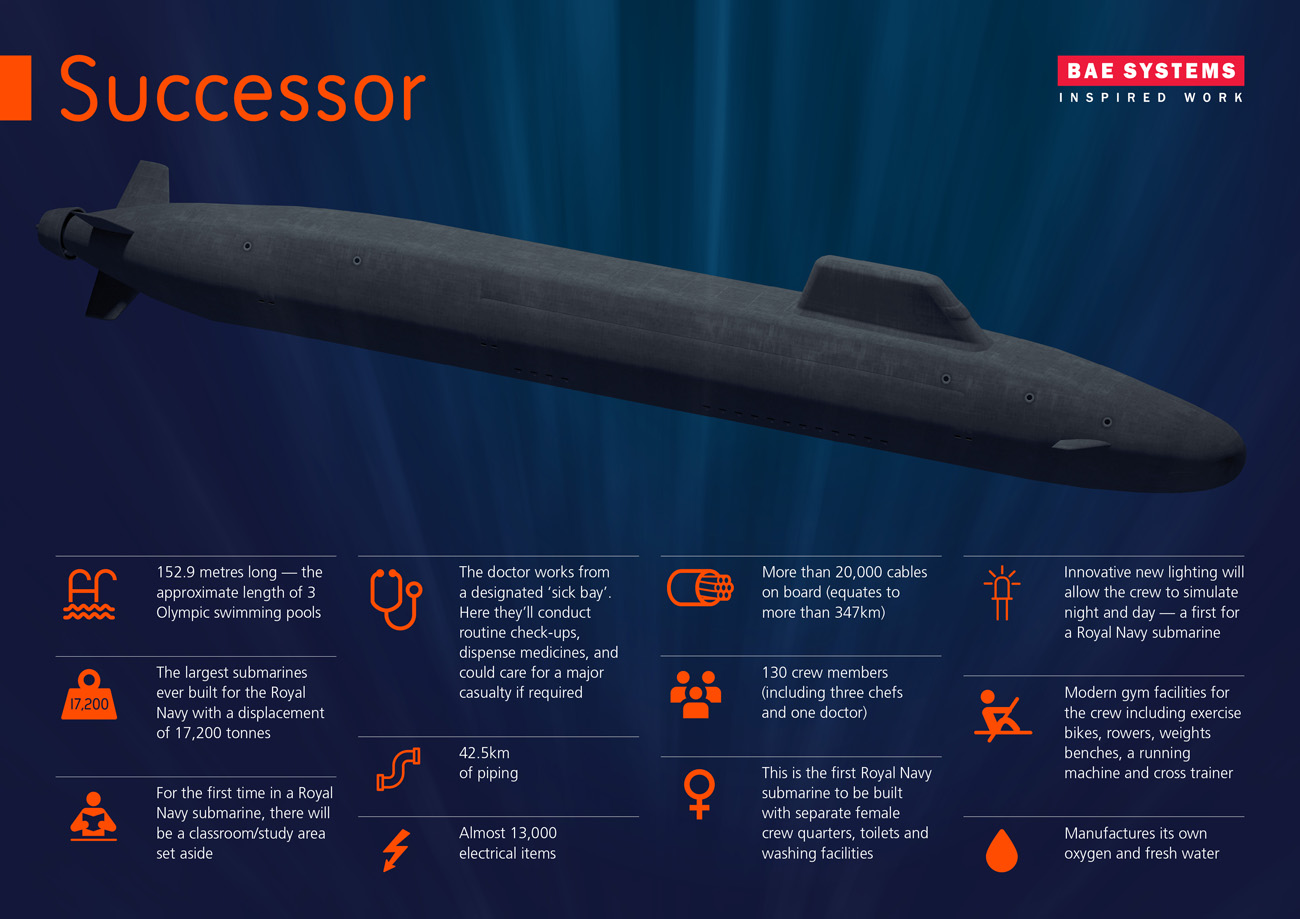
Infografika od BAE Systems

Velká pozornost je věnována tomu, aby nová třída byla ještě hůře detekovatelná, než její předchůdci. Jejich lehký trup a věž budou mít stealth tvarování a zároveň budou pokryty anechoickým potahem. Rozdělen bude do pěti palub. Ponorka je vyzbrojena čtyřmi 533mm torpédomety, ze kterých vypouští těžká torpéda Spearfish. Dále pojme dvanáct balistických raket Trident II D5. Umístěny budou v nových raketových silech vyvinutých v programu Common Missile Compartment (CMC). Každý modul CMC slouží pro uložený čtyř raket. Třída Dreadnought nese tři tyto moduly. Název programu odkazuje na to, že stejná raketová sila dostanou i plánované americké raketonosné ponorky třídu Columbia. Spojené království pro své balistické rakety vyvíjí novou jadernou hlavici Astraea (A21). Zároveň budou vybaveny tichým turboelektrickým pohonem. Jeho jádro tvoří tlakovodní reaktor Rolls-Royce PWR3 (Pressurised Water Reactor 3), který po dobu životnosti ponorky nebude potřebovat výměnu paliva. Reaktor kombinuje americké a britské technologie. Jím produkovaná pára prostřednictvím elektromotorů pohání tichý pohon typu pump-jet. Kormidla budou uspořádána do X.